# Thomas Zurbuchen
Thomas Hansueli Zurbuchen (1968) é um astrofísico suíço-americano. Desde outubro de 2016 é diretor de ciência na NASA, em Washington. Foi Professor de Ciência Espacial e Engenharia Aeroespacial na Universidade de Michigan.
Zurbuchen é casado, tem dois filhos e possui a cidadania dos Estados Unidos.